# Нес-Циона

Нес-Циона (Нес-Цио́на, ивр. נס ציונה‎) — город в Израиле, находится в Центральном округе.
Название означает в переводе «Знамение, (знамя, чудо) Сиона» и дано городу в честь фразы в книге Иер. 4:6 («Выставьте знамя к Сиону, бегите, не останавливайтесь, ибо Я приведу с севера бедствие и великую гибель»).
Основан в 1883 году, статус города получен в 1992 году. Занимаемая площадь — 16 км².
В городе находится Израильский институт биологических исследований.

## Население
По данным Центрального статистического бюро Израиля, население на начало 2020 года составляло 50 351 человек.
Из них 99,6 % являются евреями и представителями других неарабских национальностей. Среднемесячная заработная плата работника в 2019 году составила 12 955 шекелей (в среднем по стране: 9745 шекелей).